# Coppa Interamericana 1991
La Coppa Interamericana 1991 è stata la quattordicesima edizione del trofeo riservato alle squadre vincitrici della CONCACAF Champions' Cup e della Coppa Libertadores.

## Tabellino

### Andata
| Arbitro: | Ulloa |

| |            | |
| Olindo | Marcatori  | , Barticciotto Adomaitis |
| · Larios P · Mercado D · Torres D · Rivera D · G. González D · Olindo C · Ordiales C · Delgado C · Nunez A · Dioney A | Formazioni | · P Morón · D Mendoza · D Hisis · D Vilches · D Margas · C Pizarro · C Rebollo · C Biehl · C M. Ramírez · A Adomaitis · A Barticciotto · A Rubio |
| Lapuente | Allenatori | Jozić |

### Ritorno
| Santiago del Cile 12 ottobre 1992 | Colo-Colo  | 3 – 1 | Puebla | Estadio Nacional (50.000 spett.) |
| \| \| \| \| \| Rubio 38’ Mendoza 65’ Adomaitis 74’ (rig.) \| Marcatori \| 69’ Rotllán \| \| · Morón P · Hisis D · Ramírez D · Margas D · Mendoza D · 75’ Vilches C · Pizarro C · Borghi C · Garrido C · Adomaitis A · Barticciotto A · Rubio A · A. González A \| Formazioni \| · P Larios · D Rivera · D G. González · D Gutiérrez · D Mercado · C Rotllán · C Nunez · C Olindo 75’ · C Delgado · C Ordiales · A Lira · A Álvarez · C Silva \| \| Jozić \| Allenatori \| Lapuente \| |            | |        |                                  |
| |            | |        |                                  |
| Rubio 38’ Mendoza 65’ Adomaitis 74’ (rig.) | Marcatori  | 69’ Rotllán |        |                                  |
| · Morón P · Hisis D · Ramírez D · Margas D · Mendoza D · 75’ Vilches C · Pizarro C · Borghi C · Garrido C · Adomaitis A · Barticciotto A · Rubio A · A. González A | Formazioni | · P Larios · D Rivera · D G. González · D Gutiérrez · D Mercado · C Rotllán · C Nunez · C Olindo 75’ · C Delgado · C Ordiales · A Lira · A Álvarez · C Silva |        |                                  |
| Jozić | Allenatori | Lapuente |        |                                  |